# 시카고 트리플렛
시카고 트리플렛(영어: Chicago Triplets)는 미국 일리노이주 시카고를 연고로 하는 3on3리그인 BIG3 소속 농구 팀이다.